# Государственный камерный оркестр джазовой музыки
Государственный камерный оркестр джазовой музыки имени Олега Лундстрема — один из первых биг-бендов, зародившийся в эпоху свинга. Основан в 1934 г. в городе Харбине детьми работников Китайско-Восточной железной дороги. Бессменным руководителем оркестра в течение 70 лет был Олег Леонидович Лундстрем.

## История
Рождение оркестра напрямую связано с магазином продажи грампластинок в Харбине. Олег Лундстрем был там частым покупателем. Им была приобретена пластинка Дюка Эллингтона, прослушивание которой сподвигло его на создание джазового оркестра.
В 1934 году девять молодых музыкантов принимают решение о создании своего джаз-оркестра. Путём голосования руководителем был избран 18-летний Олег Лундстрем. Оркестр составили: барабаны, один тромбон, два альт-саксофона, две трубы, один тенор-саксофон, на котором играл брат Олега — Игорь Лундстрем, фортепиано — Олег Лундстрем, банджо и контрабас в одном лице. Это был первый состав оркестра Олега Лундстрема.
В 1935 году оркестр начинает играть на балах, танцевальных вечерах, а также выступает на местном радио, где его представляют под названием «Зелёный крокодил».
В 1936 году в связи с изменением политической обстановки, а именно продажи КВЖД Японии, отток русских эмигрантов из Харбина увеличился. Оркестр не стал исключением и переехал в город Шанхай. Международный портовый город позволил развиваться коллективу в профессиональной деятельности. Первым их выступлением и местом работы был отель «Янцзы» (англ. Yangtze), в последующем один из популярных болл-рум (танцевальный зал) «Мажестик Плаза» (англ. Majesty Plaza), позднее элитный болл-рум «Парамаунт» (англ. Paramount). Все эти выступления подняли Лундстрема и его оркестр на вершину популярности. С 1937 по 1940 год оркестр выезжал на летний сезон в курортный город Циндао (англ. Qingdao).
Лундстрем начинает работу над аранжировкой русских песен в джазовой обработке. Такие музыкальные произведения, как «Песня о капитане» И. О. Дунаевского, «Чужие города» А. Н. Вертинского, «Катюша» М. И. Блантера и многие другие, приносят ему ещё большой успех на огромном конкурентом рынке биг-бендов. Таких коллективов в городе было более сорока, включая известный оркестр, в котором играл Бак Клейтон. Но, как бы там ни было, пресса Шанхая называла Лундестрема «королём джаза Дальнего Востока».
В 1941 году, во время Великой Отечественной войны, участники оркестра в полном составе подают заявления в консульство СССР в Шанхае с просьбой отправить их на фронт добровольцами, но все до единого получают отказ. Это было вызвано тем, что к тому времени начиналась государственная борьба с космополитизмом. Советская власть рассматривала джаз как идеологически чуждое музыкальное направление и как форму «разлагающего влияния» на советских людей со стороны Запада.
В 1947 году коллективу Лундстрема в полном составе было разрешено вернуться в СССР, при этом были предложены несколько городов для проживания. Их выбор пал на город Казань, так как в нём находилась консерватория, ныне — Казанская государственная консерватория имени Н. Г. Жиганова. Для оркестра этот переезд сложился не так, как хотелось бы. Их распределили в оперные театры и оркестры кинотеатров, так как к тому времени оказалось, что джаз «народу не нужен».
Все участники оркестра в 1948 году поступают учиться в консерваторию. Лундстрем делает обработки татарских песен в инструментальном и вокальном исполнении. С этого момента оркестр даёт разовые выступления, а после начинает составлять программы концертов. В этом ему помогает художественный руководитель Татарской государственной филармонии, композитор А. С. Ключарёв, который смог увидеть потенциал джазового оркестра.
К 1955 году весь коллектив оркестра окончил обучение в консерватории. Первый их шаг к завоёвыванию сердец публики — это запись на местном радио, а в последующем запись грампластинки, которая состояла из серии пьес татарских композиторов в джазовой обработке Лундстрема. В этом же году Ключарёв помогает оркестру выйти на большую сцену Казанского драматического театра, где тот даёт серию концертов. Это был триумф для оркестра, в результате чего на него обратили внимание московские концертные организации. Начались переговоры о проведении постоянной концертной деятельности.
1 октября 1956 по приказу Министерства культуры РСФСР был создан концертно-эстрадный оркестр под руководством Олега Лундстрема в системе Всероссийского гастрольно-концертного объединения. С этого времени для оркестра началась гастрольная жизнь, первым концертом в которой стало выступление 11 мая 1957 года в филармонии Куйбышева (ныне Самары). Было проведено более десяти тысяч концертов на территории бывшего СССР и за рубежом. В 1998 году оркестр Олега Лундстрема впервые выступил в Большом зале Московской консерватории.
В настоящее время художественным руководителем и главным дирижёром оркестра является Народный артист России Борис Михайлович Фрумкин.

## Участники оркестра Олега Лундстрема

### Солисты оркестра (вокал)
- Антипова Панна Александровна (1955—1956, гастроли Владивосток—Комсомольск-на-Амуре—о. Сахалин)
- Валентина Дворянинова (1957—1963)[7]
- Аскольд Беседин (1934—2009)[8]
- Валентина Куприна (1961)
- Дмитрий Ромашков (1962—2011)
- Аида Ведищева (1964)
- Раиса Неменова (1964—1966)
- Майя Розова (1967—1975)
- Валерий Ободзинский (1966—1967)
- Эдуард Дроздов (1967—1985)
- Татьяна Боева (1970—1971)
- Анатолий Могилевский (1971—1972)
- Алла Пугачёва (Орбакене) (январь 1971 — апрель 1973)
- Ирина Понаровская (1976—1978)
- Ирина Отиева (1980—1985)
- Светлана Рубинина (1986—)
- Майя Кристалинская
- Нина Бродская
- Валерий Песельник
- Айно Балыня

### Вокальная группа «Москва-Транзит»
- Нина Шапильская
- Игорь Васин
- Дмитрий Арбузов
- Михаил Ганеев
- Сергей Василевский
- Ада Едигарян
- Марина Тущевская
- Лада Колосова
- Наталья Зотова
- Арминэ Саркисян
- Александр Андреев
- Ирина Кравченко
- Сергей Птушко
- Игорь Постников
- Светлана Прушинская
- Елена Цой

### Музыканты-инструменталисты оркестра Олега Лундстрема
- Игорь Лундстрем (1934- ) — саксофон[9]
- Владимир Серебряков (1934-1947) — саксофон
- Виталий Серебряков (1934-1947) — труба
- Александр Гравис (1934- ) — контрабас
- Алексей Котяков (1934- ) — труба, звукорежиссёр
- Александр Онопюк (1934- ) — саксофон
- Анатолий Миненков (1934- ) — тромбон
- Илья Уманец (1934- ) — ударные
- Владимир Данилин — пианист[10]
- Андрей Товмасян (1982-1984) — труба[11]
- Георгий Гаранян — саксофон
- Игорь Бутман — саксофон
- Вячеслав Назаров (1977-1983) — тромбон
- Пётр Востоков — труба
- Александр Фишер (1976-1982) — труба
- Юрий Парфёнов — труба
- Николай Капустин — фортепиано
- Иван Юрченко — ударные
- Олег Осипов (1936-1973) — труба
- Николай Филиппов — тромбон
- Иннокентий Горбунцов — труба
- Александр Беренсон — труба, флюгельгорн
- Станислав Григорьев — саксофон
- Валерий Куцинский — контрабас
- Игорь Уланов — контрабас
- Борис Фрумкин — фортепиано
- Иван Волков — саксофон, кларнет, флейта
- Владимир Журкин — ударные
- Борис Пивоваров — гитара
- Роман Секачёв — саксофон
- Анатолий Васин (1981- ) — труба

### Танцоры оркестра
- Владимир Хворостов (1957—1990) — солист-танцор
- Эммануил Аризолович Мигиров (1957—1990) — солист-танцор